# Парагвај (река)
Парагвај (порт. Rio Paraguai, шп. Río Paraguay, гвар. Ysyry Paraguái) једна је од највећих и најважнијих река која протиче преко централних и јужних делова Јужне Америке. Протиче преко територија Бразила, Парагваја, Боливије и Аргентине, и део је басена највећег естуара на свету Рио де ла Плате, односно басена Атлантског океана. 
Извире у јужном делу бразилске савезне државе Мато Гросо, и након 2.625 km тока улива се у реку Парану недалеко од града Коријентеса. 

## Географско-физичке карактеристике
Река Парагвај свој ток почиње северно од највећег мочварног подручја на свету Пантанала, на југу бразилске савезне државе Мато Гросо, нешто јужније од некада славног рударског насеља Дијамантино, односно северозападно од града Кујабе. Извориште се налази на надморској висини од око 300 m. У горњем делу тока кроз бразилске државе Мато Гросо и Мато Гросо до Сул тече у меридијанском правцу од севера ка југу. На делу тока кроз централни Парагвај благо скреће ка западу, при томе раздвајајући сушни и ретко насељени Гран Чако на западу од доста влажнијих и шумовитијих подручја на истоку земље. Низводно од града Асунсиона прима са десне стране реку Пилкомајо, а потом и Бермехо. Улива се у реку Парану на око 30 km северније од аргентинског града Коријентеса.
Од укупно 2.625 km тока највећи део је преко територије Бразила (1.308 km). Дужина реке на територији Парагваја је 537 km, односно 390 km је на територији Аргентине. Река Парагвај је и погранична река између Бразила и Боливије (57 km), Бразила и Парагваја (328 km) и Парагваја и Аргентине (390 km). 
Парагвај је типична равничарска река веома спорог тока и са коритом у виду бројних меандара. Како је укупан пад на целој дужини тока свега 250 m, одликује је екстремна спорост у протоку воде, тако да је према проценама потребно око 6 месеци да би вода из горњих делова тока у Бразилу стигла до ушћа.
Укупна површина сливног подручја Парагваја (укључујући басене свих његових притока) је 1.168.540 km². Речни режим је доста константан и износи у просеку око 4.300 m³/s.
Најважније приотке су Негро, Миранда и Апа са леве, те Жауру, Пилкомајо и Бермехо са десне стране.

## Привреда
Парагвај је друга по дужини тока река у сливном подручју естуара Рио де ла Плате (после Паране) и подручју јужно од реке Амазон. Иако река располаже стабилним водним режимом и огромним хидропотенцијалом, на њеним обалама не постоје хидроенергетски објекти. Пловна је за веће бродове од ушча па до око 2.200 km узводно и важна је трговачка и пловна веза континенталних јужноамеричких држава попут Паратгваја и Боливије са Атлантским океаном. 
Вода из Парагваја се искориштава за наводњавање пољопривредних подручја дуж речних обала, али и за снабдевање водом већих градова. Због значајног богатства у рибљем фонду развијен је и риболов као једна од примарних делатности. 

## Екосистем
Река Парагвај представља јединствен и веома богат екосистем у којем доминира око 350 врста риба, од чега је више од 80 врста ендемског карактера.
Најбројнији су сомови и рибе из реда Characiformes (у које се убрајају и пиране). Воде Парагваја насељава и велика популација алигатора чији капитални примерци могу да нарасту и до 4,2 m. 